# Miriam
Mirjam, alternativt Miriam, är ett kvinnonamn med hebreiskt ursprung.
Namnsdag: I Sverige 1 juli, (sedan 1993, 1986-1992: 5 juli). I den finlandssvenska namnsdagslängden har Mirjam namnsdag 30 april sedan starten 1929, då en egen namnsdagskalender togs i bruk för finlandssvenskar.

## Etymologi
Mirjam kom till svenskan via grekiskans Μαριαμ (Mariam) som i grekiska varit samma namn som Μαρια (Maria). Detta var också det judisk-arameiska namn som Jesu mor hade, som på svenska kallas för Maria. Till arameiskan har namnet kommit från hebreiskans מִרְיָם (Miryam). 
Den franska varianten är Marie eller den tyska formen Maria, vilket också män kunnat heta sedan medeltiden. Till de europeiska språken har Maria kommit via latinet som favoriserat formen Maria snarare än Mariam. Mirjam finns också på grund av sina rötter i semitiskt språk och religion också i arabiskans مريم (Maryam), vilket är Koranens version av namnet Maria. 
Några föreslagna tolkningar av namnets hebreiska betydelse har varit vacker, hav av bitterhet, rebellisk och efterlängtat barn. Namnet skulle kunna ha kommit från Egypten och i så fall ha kopplingar till orden mry (älskade) och mr (kärlek).

## Popularitet i Sverige
Namnet var populärt i Sverige på 1920-talet. På 1990-talet fanns namnet bland de 150 vanligaste tilltalsnamnen, fast då oftare stavat Miriam. Den 31 december 2005 var totalt 5 584 personer folkbokförda i Sverige med namnet Mirjam eller Miriam, varav 3 023 med det som tilltalsnamn/förstanamn. År 2003 fick 91 flickor namnet, varav 54 fick det som tilltalsnamn/förstanamn.

### Personer med namnet Mirjam/Miriam
- Miriam Aïda, sångerska
- Miriam Bryant, sångerska
- Miriam Cani, sångerska
- Mirjam Israel, psykolog

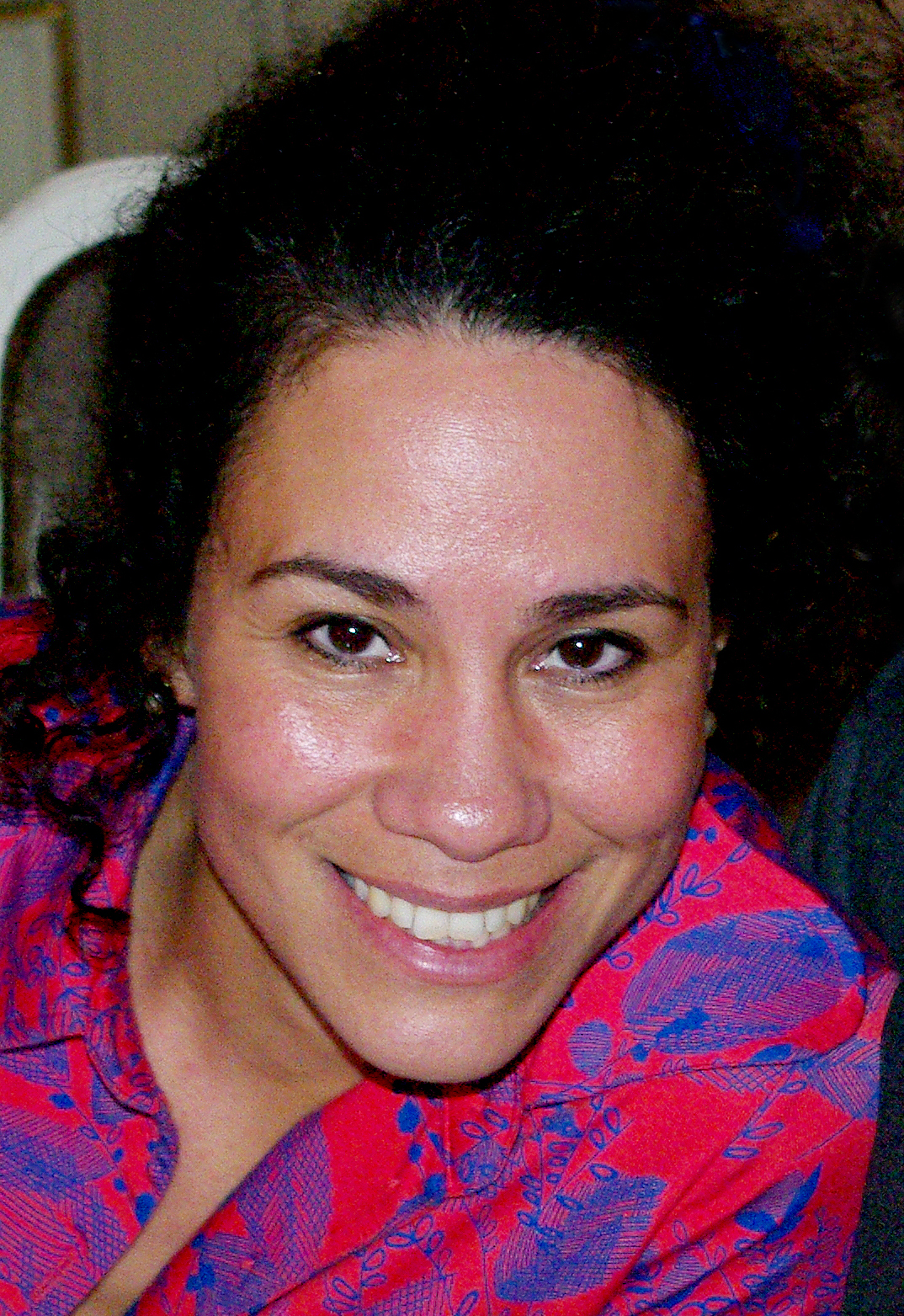
Miriam Aida (2015).

- Miriam Makeba, sydafrikansk sångerska
- Miriam Margolyes, brittisk skådespelerska
- Mirjam Ott
- Miriam Richards, brittisk psalmförfattare
- Mirjam Tuominen, finlandssvensk författare